# تود وايت
تود وايت (بالإنجليزية: Todd White)‏ هو رسام أمريكي، ولد في 1969.